# Alfonso Capecelatro di Castelpagano

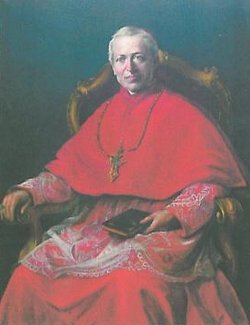
Kardinal Alfonso Capecelatro di Castelpagano

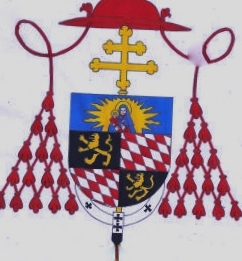
Kardinalswappen

Alfonso Kardinal Capecelatro di Castelpagano CO (* 5. Februar 1824 in Marseille, Frankreich; † 14. November 1912 in Capua, Italien) war Erzbischof von Capua und Bibliothekar der Vatikanischen Apostolischen Bibliothek.

## Leben
Der aus einer neapolitanischen Adelsfamilie stammende Capecelatro trat 1840 in den Orden der Oratorianer ein und erhielt nach seinem Studium im Mai 1847 die Priesterweihe. Seine historischen Studien erarbeitete er an der Biblioteca dei Girolamini und in Montecassino, das er häufig aufsuchte. 1879 wurde er Vizebibliothekar des Heiligen Stuhls. Papst Leo XIII. verlieh ihm 1879 den Titel eines päpstlichen Hausprälaten.
1880 wurde Capecelatro Erzbischof von Capua. Die Bischofsweihe spendete ihm Kardinal Raffaele Monaco La Valletta; Mitkonsekratoren waren Luigi Filippi, OFM Ref, Erzbischof von L’Aquila, und Kurienbischof Placido Maria Schiaffino OSB. 1881 öffnete er die erzbischöfliche Bibliothek und die Bibliothek des Priesterseminars für das Publikum. Leo XIII. nahm ihn am 27. Juli 1885 als Kardinalpriester von Santi Nereo e Achilleo ins Kardinalskollegium auf. 1890 wurde er Kardinalbibliothekar. Er nahm am Konklave 1903 teil, das Pius X. wählte. 1912 starb er mit 88 Jahren und wurde auf eigenen Wunsch in Montecassino beigesetzt.
Seit 1891 war er korrespondierendes Mitglied der Accademia della Crusca in Florenz.

## Werke
- Storia di Santa Caterina e del popolo del suo tempo. 1856, 4. Aufl. Turin 1878 (deutsch Würzburg 1874)
- Storia di San Pier Damiano e del suo tempo. Florenz 1862
- La vita di Gesù Cristo. Neapel 1862 und öfter
- Vita di San Filippo Neri. Neapel 1879 und öfter (deutsch von Lager, Freiburg 1886)
- La dottrina cattolica. 3 Bände 2. Aufl. Siena 1879
- Newman e l'oratorio inglese.
- Scritti vari, religiosi e sociali. 3. Auflage. Mailand 1873
- Prose sacre e morali. Siena 1884 und öfter